# Bierstadt
Bierstadt is een voormalige gemeente en sinds april 1928 een deel van Wiesbaden. Het ligt in het oosten van deze stad. Met ongeveer 12.000 inwoners is Bierstadt een van de middelgrote stadsdelen van Wiesbaden. 
|  |